# RAST (oprogramowanie)
RAST (ang. Rapid Annotations using Subsystems Technology) – program komputerowy wykorzystywany do wykrywania w sekwencjach nukleotydowych potencjalnych otwartych ramek odczytu. Do tego celu program ten wykorzystuje występujące w zsekwencjonowanym genomie kodony START oraz kodony STOP.

## Zastosowanie
Program RAST wykorzystywany jest do:
- wizualizacji genomu
- adnotacji potencjalnych otwartych ramek odczytu do rekordów z bazy NCBI